# Німецько-вірменське товариство
Німецько-вірменське товариство (вірм. Գերմանահայկական Հասարակություն, Germanahaykakan Hasarakut'yun; нім: Deutsch-Armenische Gesellschaft, DAG) — це німецько-вірменське об'єднання, яке займається насамперед сприянням взаєморозумінню між німцями та вірменами та відстоюванням інтересів вірмен, які проживають у Німеччині. Товариство також підтримує права та інтереси вірменських меншин у Туреччині та інших країнах Близького Сходу.

## Історія
Німецько-вірменське товариство було створено 1914 року Йоганном Лепсіусом, Паулем Рорбахом та Аветиком Ісаакяном у Берліні. Лепсіус був першим головою товариства. Ініціативою для його створення стало погіршення становища вірмен в Османській імперії; через рік розпочнеться геноцид вірмен. Товариство мало на меті здобуття незалежності та/або автономії для вірменського народу. Після смерті пізнішого голови Пауля Рорбаха у 1956 році товариство було розпущено. У 1972 році товариство було відроджене у Франкфурті-на-Майні. Сьогодні товариство налічує 274 члени.
З 1973 року товариство видає щоквартальний журнал «Вірменсько-німецька кореспонденція» («Armenisch-Deutsche Korrespondenz»). Товариство також опублікувало низку книг, серед яких: 75 років Німецько-вірменського товариства (Майнц, 1989), "Фенікс з попелу: Вірменія 80 років після геноциду (Франкфурт-на-Майні, 1996), Вірменія: історія та виживання у складних умовах (Франкфурт-на-Майні, 1998) та «Щодо деяких політичних і правових аспектів проблеми Нагірного Карабаху» (Франкфурт-на-Майні, 1999).
Німецько-вірменське товариство організовує різноманітні конференції та лекції і є членом Асоціації з вивчення національностей у США та Інституту закордонних досліджень у Штутгарті. Нинішнім головою товариства є доктор Раффі Кантіан.